# Бру, Кахал
Кахал Бру (англ. Cathal Brugha, ирл. Cathal Brugha) (при рождении — Чарльз Уильям Сэнт Джон Бёрджесс, англ. Charles William St. John Burgess) (18 июля 1874, Дублин, Соединённое Королевство Великобритании и Ирландии — 7 июля 1922, там же) — ирландский революционер и политический деятель, известный по Пасхальному восстанию, Ирландской войне за независимость и гражданской войне в Ирландии; первый спикер Ирландского парламента (1919).

## Молодые годы
Родился в дублинской семье католички и протестантского мебельщика-антиквара, который был лишён наследства из-за женитьбы на представительнице другой религии. Кахал был десятым из четырнадцати детей, учился в иезуитском колледже Бельведер (англ), однако недоучился в нём, так как бизнес отца прогорел. Вместе с двумя братьями открыл фирму по производству церковных свечей и взял на себя роль коммивояжёра.
В 1899 году вступил в Гэльскую лигу и изменил имя с Чарльза Бёгеса на Кахала Бру. Там он познакомился со своей будущей женой, Кейтлин Кингстон (будущий политик Шинн Фейн), на которой женился в 1912 году. У них родились пять девочек и один мальчик. 
Активно участвовал в «Ирландском республиканском братстве» (ИРБ), в 1913 году получил звания лейтенанта ирландских добровольцев. В 1914 году 20 человек под его руководством незаконно ввезли в Ирландию крупную партию оружия (англ). Был вторым командиром Южного Дублинского Союза после Имона Кента в Пасхальном восстании. В ходе боёв он получил тяжелые ранения, лечился следующий год, но остался хромым.

## Война за независимость
Реорганизовал Добровольцев и Гражданскую армию в Ирландскую республиканскую армию (ИРА) и с 1917 до марта 1919 года являлся первым начальником её штаба. Он предложил проект республиканской конституции, который «Шинн Фейн», в которую он вступил, единогласно приняла. 
В 1918-м он был избран депутатом британского парламента от графства Уотерфорд. В январе 1919-го избранные депутаты «Шинн Фейн» объявили о создании Ирландского парламента, который собрали в здании дублинской мэрии. Вследствие отсутствия де Валера и Гриффита он стал председателем первого заседания парламента 21 января. В тот же день он зачитал Декларацию независимости на ирландском языке, которая ратифицировала «создание Ирландской Республики». В апреле 1919 года его сменил в этой должности Имон де Валера.
Он был известен глубокой враждой с Майклом Коллинзом, который, хотя и был ниже в иерархии ИРА, являлся одним из руководителей ИРБ. Бру видел в ИРБ угрозу новой власти, и поэтому провёл закон о присяге Добровольцев парламенту. Он также выступил за отказ от засад и открытие полноценного фронта, а также перенесения боевых действий в Англию, против чего была большая часть руководства во главе с Коллинзом.
В апреле 1919 года он был назначен первым министром обороны Ирландской Республики.

## Гражданская война

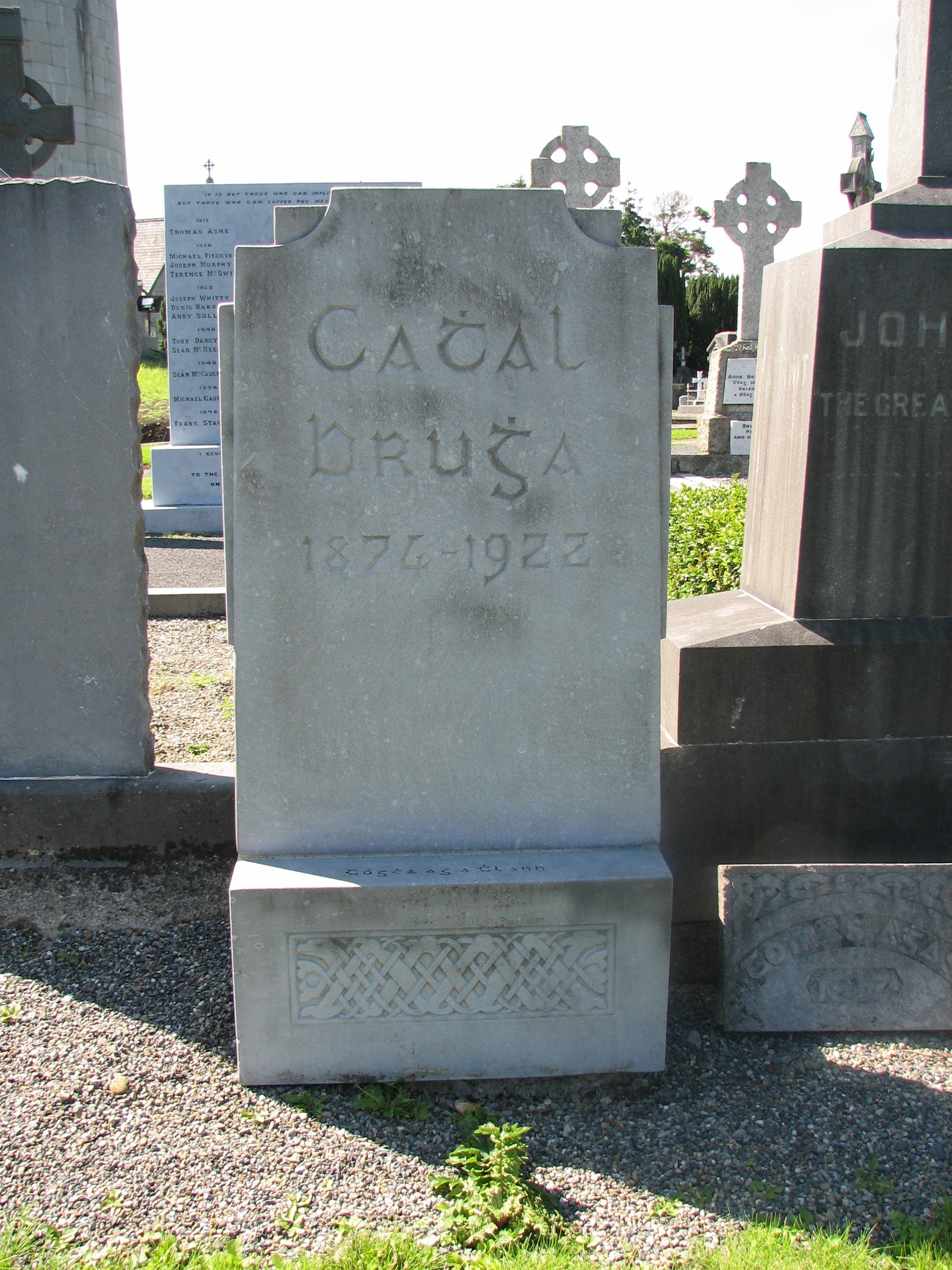
Могила Кахала Бру

7 января 1922-го проголосовал против (англ) Англо-ирландского договора. В ходе дебатов он указал, что Гриффит назвал Коллинза «человеком, который выиграл войну», что принижает значение ИРА, в которой Коллинз занимал второстепенный пост. Он покинул кабинет министров, пост министра обороны занял Ричард Мулкахи. В течение следующих месяцев он пытался отговорить других противников договора, таких как Рори О’Коннор (англ), Лайам Меллоуз (англ) и Джо МакКелви (англ), не поднимать оружия против Свободного государства. Когда те оккупировали здание Четырёх судов, он и Оскар Трейнор (англ) призывали тех покинуть позиции.
После наступления правительственных сил на Суды, Трейнор приказал бойцам ИРА закрепиться на О’Коннелл-стрит в надежде оттянуть часть национальной армии на себя и начать переговоры с государством. 28 июня Бру был назначен командиром О’Коннеллского отряда. В первых числах июля бои привели к пожарам в зданиях, занятых боевиками. Трейнор с большей частью боевиков выбрались из них, а он остался там с небольшим арьергардом. 5 июля он приказал бойцам сдаться, но сам делать этого не стал. Выйдя к правительственным войскам, размахивая револьвером, получил пулю в бедро. 7 июля он скончался от потери крови, не дожив 11 дней до своего 48-го дня рождения. К тому моменту он уже был избран в ещё несобиранный парламент нового созыва от Тахта Дала (англ). 
Был похоронен на кладбище Гласневин.
Его сын, Риари Бру (англ), сначала разделял взгляды отца. Он женился на дочери республиканского мэра Корка, Теренса МакСвини (англ), умершего во время голодовки в тюрьме. Риари присоединился к ИРА и сел за это в тюрьму. Однако позднее он назвал членов ИРА «жертвами иллюзий», вступил в Фианна Файл, был избран в Ирландский и Европейский парламенты.